# 12696 Camus
För andra betydelser, se Camus (olika betydelser).
12696 Camus eller 1989 SF1 är en asteroid i huvudbältet som upptäcktes den 26 september 1989 av den belgiske astronomen Eric W. Elst vid La Silla-observatoriet. Den är uppkallad efter nobelpristagaren Albert Camus.
Asteroiden har en diameter på ungefär 9 kilometer.